# Jim Uhls
Jim Uhls (de son vrai nom James Walter Uhls) est un scénariste américain né le 25 mars 1957 dans le Missouri.

## Filmographie
- 1999 : Fight Club de David Fincher
- 2001 : Semper Fi de Michael W. Watkins (TV)
- 2004 : Sweet Talk de Paul Boyington
- 2008 : Jumper de Doug Liman
- 2009 : Rex Mundi (Dark Horse Comics) (en)